# Championnat d'Europe d'échecs individuel

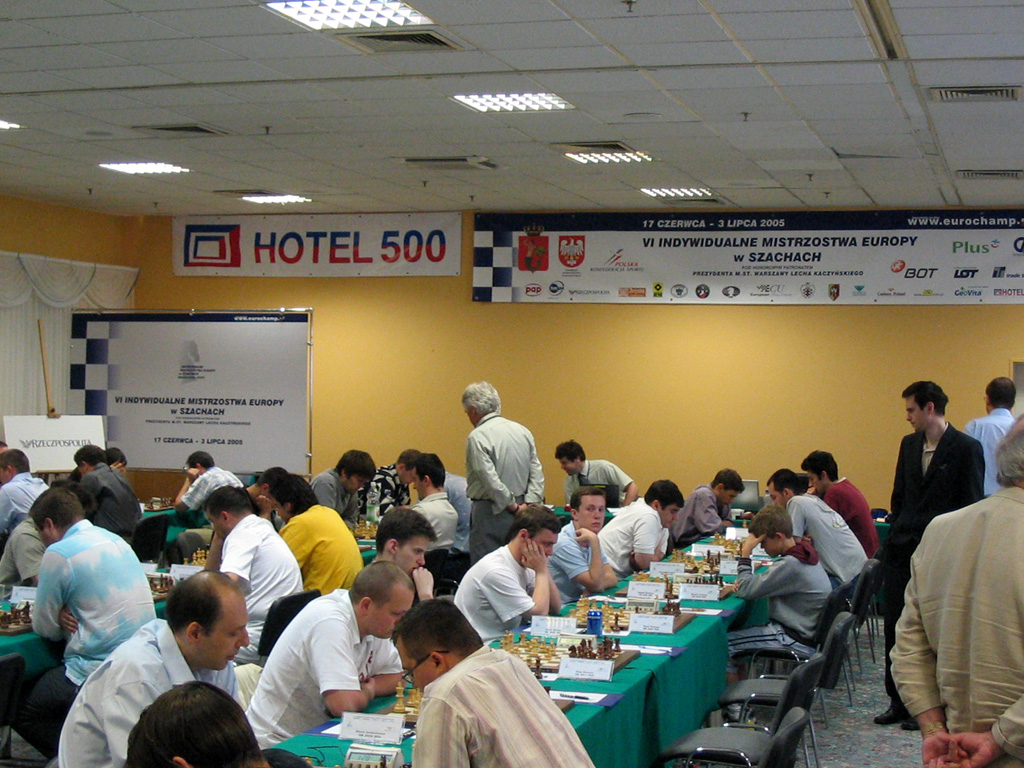
Le Championnat d'Europe d'échecs 2005 en Pologne

Le Championnat d'Europe d'échecs individuel est un tournoi organisé annuellement par l'European Chess Union depuis l'an 2000. Outre le titre de champion d'Europe, il permet aussi l'accès des trois premiers du tournoi masculin au championnat du monde d'échecs de la Fédération internationale des échecs (de 2000 à 2004) ou à la coupe du monde d'échecs (depuis 2005).

## Tournoi européen de 1942
En septembre 1942, un tournoi appelé Championnat européen (Europameisterschaft) fut organisé à Munich (Allemagne). Cependant, un certain nombre de joueurs ne purent y participer en raison de la Seconde Guerre mondiale, et les nazis excluaient les joueurs juifs. Ce tournoi, remporté par Alexandre Alekhine, est considéré comme une manifestation de propagande du régime nazi et n'a pas reçu de reconnaissance officielle ultérieure comme championnat d'Europe.

## Championnats d'Europe depuis 2000

### Organisation

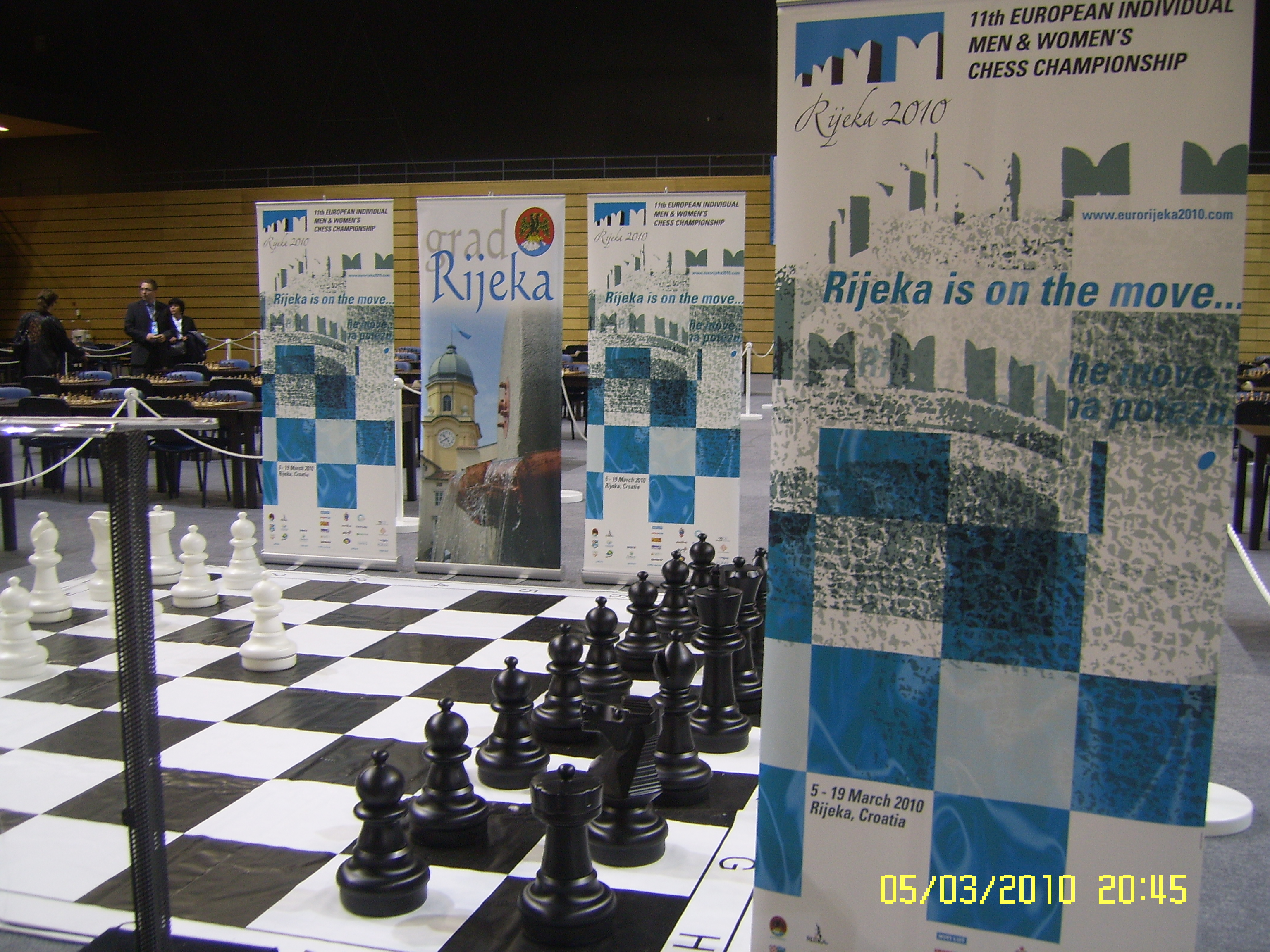
Onzième championnat d'Europe disputé à Rijeka en 2010.

Le tournoi est divisé en un tournoi mixte et un tournoi réservé aux dames selon le système suisse avec onze rondes depuis 2006. Il y eut une exception pour le premier tournoi féminin en 2000 qui était un tournoi à élimination directe.
Excepté pour la première édition, où le système de départage était le Buchholz, des matchs de parties rapides ont été utilisés pour les médailles d'or ou pour les places qualificatives pour le championnat du monde.

### Participants
En raison de son moindre prestige et de dotations financières jugées insuffisantes, la plupart des meilleurs joueurs européens ne participent plus à ce championnat quand ils font partie des dix meilleurs mondiaux, ce qui réduit la valeur de l'appellation « champion d'Europe ». Cependant, tous les meilleurs européens nés depuis 1978 ont participé au moins une fois dans leur carrière au championnat d'Europe y compris le jeune Magnus Carlsen (34e en 2005) : Andreïkine (4e en 2012), Aronian (3e en 2004 et 2005), Artemiev (1er en 2019), Bacrot, Caruana (de 2008 à 2012), Duda (de 2013 à 2017), Eljanov (6e en 2005), Gashimov (en 2002), Giri (en 2010 et 2012), Grichtchouk (en 2003), Iakovenko (1er en 2012), Kariakine (4e en 2005), Lékó (en 2017), Mamedyarov (de 2002 à 2005), Moiseenko (1er en 2013), Motyliov (1er en 2014), Movsessian, Naiditsch (1er-11e en 2009), Navara (2e en 2015), Nepomniachtchi (1er en 2010), Ponomariov (2e en 2001), Radjabov (2e en 2005), Rapport (en 2011 et 2012), Vachier-Lagrave (6e en 2008), Vallejo Pons, Vitiougov (en 2011 et 2016), Wojtaskek (2e en 2011)...
Ont également participé aux championnats d'Europe : Adams (en 2010), Beliavski, Bologan, Ehlvest, Ivantchouk (1er en 2004), Khalifman (en 2007), Krasenkow, Miles, Nikolic (2e en 2004), Nisipeanu (1er en 2005), Judit Polgar (3e en 2011), Psakhis, Roublevski, Ivan Sokolov, Sutovsky (1er en 2001), Tkachiev (1er en 2007), Tiviakov (1er en 2008), Timman, Vaganian,, Van Wely

### Controverses
L'épreuve a souffert d'un certain nombre de problèmes lors de ses premières éditions.
En 2002 et 2003, les participants et les personnes accompagnantes étaient obligées de séjourner dans l’hôtel officiel désigné par l'organisateur. Les tarifs appliqués étaient cependant nettement supérieurs à ceux dont bénéficiaient les autres clients. C'est cet élément qui a été à l'origine de la fondation de l'Association of Chess Professionals en 2003. D'autre part, la qualité de la nourriture et le confort de l'hôtel ont fait l'objet de plaintes de la part des journalistes et des joueurs.
En 2015, le championnat féminin a été l'objet d'une polémique : quinze joueuses ont accusé Mihaela Sandu de triche dans deux de ses parties. Le comité d'organisation décida de différer la retransmission des coups des parties. Aucune joueuse française ne participait à ce championnat.

### Palmarès mixte
| Édition Année | Édition Année | Lieu                   | Or                     | Argent               | Bronze                | Joueurs Rondes | Joueurs Rondes |
| ------------- | ------------- | ---------------------- | ---------------------- | -------------------- | --------------------- | -------------- | -------------- |
| 1             | 2000          | Saint-Vincent, Italie  | Pavel Tregoubov        | Alekseï Aleksandrov  | Tomasz Markowski      | 120            | 11             |
| 2             | 2001          | Ohrid, Macédoine       | Emil Sutovsky          | Ruslan Ponomariov    | Zurab Azmaiparashvili | 203            | 13             |
| 3             | 2002          | Batoumi, Géorgie       | Bartłomiej Macieja     | Mikhaïl Gourevitch   | Sergueï Volkov        | 101            | 13             |
| 4             | 2003          | Istanbul               | Zurab Azmaiparashvili  | Vladimir Malakhov    | Alexander Graf        | 207            | 13             |
| 5             | 2004          | Antalya, Turquie       | Vassili Ivantchouk     | Predrag Nikolić      | Levon Aronian         | 74             | 13             |
| 6             | 2005          | Zegrze, Pologne        | Liviu-Dieter Nisipeanu | Teimour Radjabov     | Levon Aronian         | 229            | 13             |
| 7             | 2006          | Kuşadası, Turquie      | Zdenko Kožul           | Vassili Ivantchouk   | Kiril Georgiev        | 138            | 11             |
| 8             | 2007          | Dresde, Allemagne      | Vladislav Tkachiev,    | Emil Sutovsky        | Dmitri Iakovenko      | 403            | 11             |
| 9             | 2008          | Plovdiv, Bulgarie      | Sergei Tiviakov        | Sergueï Volkov       | Pavel Tregoubov       | 337            | 11             |
| 10            | 2009          | Budva, Monténégro      | Ievgueni Tomachevski   | Vladimir Malakhov    | Baadur Jobava         | 306            | 11             |
| 11            | 2010          | Rijeka, Croatie        | Ian Nepomniachtchi     | Baadur Jobava        | Artiom Timofeïev      | 408            | 11             |
| 12            | 2011          | Aix-les-Bains          | Vladimir Potkine       | Radosław Wojtaszek   | Judit Polgár          | 393            | 11             |
| 13            | 2012          | Plovdiv, Bulgarie      | Dmitri Iakovenko       | Laurent Fressinet    | Vladimir Malakhov     | 348            | 11             |
| 14            | 2013          | Legnica, Pologne       | Aleksandr Moiseenko    | Evgueni Alekseïev    | Ievgueni Romanov      | 286            | 11             |
| 15            | 2014          | Erevan, Arménie        | Alexandre Motyliov     | David Antón Guijarro | Vladimir Fedosseïev   | 257            | 11             |
| 16            | 2015          | Jérusalem              | Ievgueni Naïer         | David Navara         | Mateusz Bartel        | 250            | 11             |
| 17            | 2016          | Gjakovë, Kosovo        | Ernesto Inarkiev       | Igor Kovalenko       | Baadur Jobava         | 245            | 11             |
| 18            | 2017          | Minsk, Biélorussie     | Maksim Matlakov        | Baadur Jobava        | Vladimir Fedosseïev   | 395            | 11             |
| 19            | 2018          | Batoumi, Géorgie       | Ivan Šarić             | Radosław Wojtaszek   | Sanan Siouguirov      | 298            | 11             |
| 20            | 2019          | Skopje, Macédoine      | Vladislav Artemiev     | Nils Grandelius      | Kacper Piorun         | 365            | 11             |
| 21            | 2021          | Reykjavik, Islande     | Anton Demtchenko       | Vincent Keymer       | Alekseï Sarana        | 180            | 11             |
| 22            | 2022          | Brežice, Slovénie      | Matthias Blübaum       | Gabriel Sargissian   | Ivan Šarić            | 317            | 11             |
| 23            | 2023          | Vrnjačka Banja, Serbie | Alekseï Sarana         | Kirill Chevtchenko   | Daniel Dardha         | 484            | 11             |
| 24            | 2024          | Petrovac, Monténégro   | Aleksandar Indjić      | Daniel Dardha        | Frederik Svane        | 388            | 11             |
| 25            | 2025          | Eforie, Roumanie       | Matthias Blübaum       | Frederik Svane       | Maxim Rodshtein       | 390            | 11             |

### Palmarès féminin
Trois titres
- Valentina Gounina (Russie, en 2012, 2014 et 2018).

Deux titres
- Natalia Joukova (Ukraine, en 2000 et 2015) ;
- Pia Cramling (Suède, en 2003 et 2010) ;
- Kateryna Lagno (Ukraine, en 2005 et 2008) ;
- Tatiana Kosintseva (Russie, en 2007 et 2009) ;

| Édition Année | Édition Année | Lieu                       | Or                   | Argent                             | Bronze                                                   | Joueuses Rondes | Joueuses Rondes |
| ------------- | ------------- | -------------------------- | -------------------- | ---------------------------------- | -------------------------------------------------------- | --------------- | --------------- |
| 1             | 2000          | Batoumi, Géorgie           | Natalia Joukova      | Ekaterina Kovalevskaïa (finaliste) | Maia Tchibourdanidzé Tatiana Stepovaïa (demi-finalistes) | 32              | (tournoi k.o.)  |
| 2             | 2001          | Varsovie, Pologne          | Almira Skripchenko   | Ekaterina Kovalevskaïa             | Ketevan Arakhamia-Grant                                  | 157             | 11 rondes       |
| 3             | 2002          | Varna, Bulgarie            | Antoaneta Stefanova  | Lilit Mkrtchian                    | Alissa Galliamova                                        | 114             | 11 rondes       |
| 4             | 2003          | Istanbul, Turquie          | Pia Cramling         | Viktorija Čmilytė                  | Tatiana Kosintseva                                       | 113             | 11 rondes       |
| 5             | 2004          | Dresde, Allemagne          | Alexandra Kosteniouk | Peng Zhaoqin                       | Antoaneta Stefanova                                      | 108             | 12              |
| 6             | 2005          | Chișinău, Moldavie         | Kateryna Lahno       | Nadejda Kosintseva                 | Yelena Dembo                                             | 164             | 12              |
| 7             | 2006          | Kuşadası, Turquie          | Ekaterina Atalik     | Tea Bosboom-Lanchava               | Lilit Mkrtchian                                          | 96              | 11 rondes       |
| 8             | 2007          | Dresde, Allemagne          | Tatiana Kosintseva   | Antoaneta Stefanova                | Nadejda Kosintseva                                       | 150             | 11 rondes       |
| 9             | 2008          | Plovdiv, Bulgarie          | Kateryna Lahno       | Viktorija Čmilytė                  | Anna Ushenina                                            | 159             | 11 rondes       |
| 10            | 2009          | Saint-Pétersbourg, Russie  | Tatiana Kosintseva   | Lilit Mkrtchian                    | Natalia Pogonina                                         | 168             | 11 rondes       |
| 11            | 2010          | Rijeka, Croatie            | Pia Cramling         | Viktorija Čmilytė                  | Monika Soćko                                             | 158             | 11 rondes       |
| 12            | 2011          | Tbilissi, Géorgie          | Viktorija Čmilytė    | Antoaneta Stefanova                | Elina Danielian                                          | 130             | 11 rondes       |
| 13            | 2012          | Gaziantep, Turquie         | Valentina Gounina    | Tatiana Kosintseva                 | Anna Mouzytchouk                                         | 103             | 11 rondes       |
| 14            | 2013          | Belgrade, Serbie           | Hoang Thanh Trang    | Salomé Melia                       | Lilit Mkrtchian                                          | 169             | 11 rondes       |
| 15            | 2014          | Plovdiv, Bulgarie          | Valentina Gounina    | Tatiana Kosintseva                 | Salomé Melia                                             | 116             | 11 rondes       |
| 16            | 2015          | Tchakvi, Géorgie           | Natalia Joukova      | Nino Batsiachvili                  | Alina Kachlinskaïa                                       | 98              | 11 rondes       |
| 17            | 2016          | Mamaia, Roumanie           | Anna Ushenina        | Sabrina Vega Gutiérrez             | Antoaneta Stefanova                                      | 112             | 11 rondes       |
| 18            | 2017          | Riga, Lettonie             | Nana Dzagnidzé       | Aleksandra Goriatchkina            | Alissa Galliamova                                        | 144             | 11 rondes       |
| 19            | 2018          | Vysoké Tatry, Slovaquie    | Valentina Gounina    | Nana Dzagnidzé                     | Anna Ushenina                                            | 144             | 11 rondes       |
| 20            | 2019          | Antalya, Turquie           | Alina Kachlinskaïa   | Marie Sebag                        | Elisabeth Pähtz                                          | 130             | 11 rondes       |
| 21            | 2021          | Iași, Roumanie             | Elina Danielian      | Ioulia Osmak                       | Oliwia Kiołbasa                                          | 117             | 11 rondes       |
| 22            | 2022          | Prague, République tchèque | Monika Soćko         | Gunay Mammadzada                   | Ulviyya Fataliyeva                                       | 123             | 11 rondes       |
| 23            | 2023          | Petrovac, Monténégro       | Meri Arabidzé        | Oliwia Kiołbasa                    | Aleksandra Maltsevskaïa                                  | 136             | 11 rondes       |
| 24            | 2024          | Rhodes, Grèce              | Ulviyya Fataliyeva   | Natalia Bouksa                     | Lela Javakhichvili                                       | 182             | 10              |
| 25            | 2025          | Rhodes, Grèce              | Teodora Injac        | Irina Bulmaga                      | Mai Narva                                                | 136             | 11              |